# Königsmoor
Königsmoor település Németországban, azon belül Alsó-Szászország tartományban. Lakosainak száma 605 fő (2023. december 31.).

## Népesség
A település népességének változása:
| Lakosok száma | 618  | 611  | 607  | 608  | 607  | 605  |
|               | 2016 | 2017 | 2019 | 2021 | 2022 | 2023 |